# Orcia (vino)
L'Orcia è una DOC riservata ad alcuni vini la cui produzione è consentita nella provincia di Siena.

## Zona di produzione
La zona di produzione comprende l'intero territorio dei seguenti comuni: Castiglione d'Orcia, Pienza, Radicofani, S. Giovanni d'Asso, San Quirico d'Orcia, Buonconvento, Trequanda e parte di Abbadia S. Salvatore, Chianciano, Montalcino, Sarteano, San Casciano Bagni e Torrita di Siena; tutti in provincia di Siena

## Disciplinare
L'"Orcia DOC" è stato istituito con DM 14 febbraio 2000 pubblicato sulla Gazzetta Ufficiale n. 51 del 2 marzo 2000. Successivamente è stato modificato con:
- DM 22 novembre 2011 GU 294 del 19 dicembre 2011
- DM 30 novembre 2011 GU 295 del 20 dicembre 2011
- La versione in vigore è stata approvata con DM 7 marzo 2014 Pubblicato sul sito ufficiale del Mipaaf[1].

## Tipologie

### tipologia
| uvaggio                        |             |
| titolo alcolometrico minimo    | xx,xx% vol. |
| acidità totale minima          | xx g/l.     |
| estratto secco minimo          | xx,00 g/l   |
| resa massima di uva per ettaro | xxx q.      |
| resa massima di uva in vino    | xx %        |